# Счастливая, Женька!
«Счастливая, Женька!» — советский художественный фильм 1984 года, снятый режиссёром Александром Панкратовым на киностудии «Мосфильм».
Премьера фильма состоялась 29 октября 1984 года.

## Сюжет
У Женьки Кораблёвой, медсестры московской клиники, которую все называют счастливой за её оптимизм и жизнерадостность, трудная жизнь — развод с мужем, воспитание сына в одиночку, работа в больнице и на «Скорой помощи». Она пользуется уважением коллег и пациентов благодаря своей надёжности и безотказности. В трамвае молодой человек вырывает у неё сумку с деньгами, сапогами и ананасами для сына. Позже, на вызове, Женька обнаруживает, что сын пациентки — тот же вор. Несмотря на угрозы расправы со стороны молодого человека и его друзей, Женьке на выручку приходят её коллеги — шофёр Валерий и доктор Гусев.

## В ролях
- Елена Цыплакова — Женька Кораблёва, медсестра
- Андрей Молотков — Гусев
- Елена Скороходова — Bepa
- Александр Фатюшин — Валерий, водитель
- Вячеслав Езепов — Александр Иванович Устьянцев
- Владимир Виноградов — Сергей
- Клавдия Белова — тётя Клава, нянечка в детском саду
- Михаил Брылкин — дед Семён, пациент-сибиряк
- Олег Голубицкий — главврач
- Ирина Горохова — Ерёмина
- Валерий Зотов — сын Воробьёвой
- Григорий Мануков — пациент с переломом
- Ксения Минина — Светлана, соседка
- Нина Крачковская — мать Сергея
- Татьяна Муха — эпизод
- Ирина Мурзаева — Зинаида Васильевна Воробьёва, пациентка
- Николай Сморчков — отец Сергея
- Александр Хотченков — врач
- Всеволод Шиловский — сосед
- Марина Шиманская — врач скорой помощи

## Съёмочная группа
- Режиссёр — Александр Панкратов
- Сценарист — Анатолий Усов
- Оператор — Владимир Нахабцев
- Композитор — Вячеслав Ганелин
- Художник — Виктор Юшин

## Съёмки
Съёмки фильма велись в Москве.

## Критика
Критик Ф. Маркова в газете «Правда» отметила в картине «убеждение её авторов в том, что Женька — счастливый человек, и что зрители должны прийти к тому же выводу, став свидетелями всех её обыденных и узнаваемых забот». В конце своей статьи она написала: «…одна общая черта роднит эти новые ленты („Счастливая, Женька!“, „Очень важная персона“ и „Зудов, вы уволены!“) — в каждой из них действует герой, воспринимающий жизнь, людей, дело, которым он занимается, с точки зрения оптимиста, герой с активной жизненной позицией».

## Награды
- XIV фестиваль молодых кинематографистов киностудии «Мосфильм» (1984) — Приз «За последовательную разработку проблем современной молодёжи» режиссёру Александру Панкратову
- IV фестиваль молодых кинематографистов Москвы (1984) — Приз за лучшее исполнение женских ролей актрисе Елене Цыплаковой в фильмах «Счастливая, Женька!», «Мы из джаза»; Специальный приз газеты «Московский комсомолец»
- Всесоюзная неделя фильмов (1984) — Приз за лучшее исполнение женской роли актрисе Елене Цыплаковой